# ソネット連作
ソネット連作（-れんさく、sonnet sequence）は、全体で長詩を成す、テーマのあるソネット集。スタンザ（詩節、連）とは異なり、各々のソネットは関連しているが、意味のある別々のユニットとして読むことができる。
ソネット連作はルネサンス期、大変人気のあるジャンルだった。ペトラルカがその基礎にあり、それを模倣するか、反対するかのどちらかだった。一般的に、遠くにいる恋人を求める話し手の不幸な恋がテーマで、これはトルバドゥールの「宮廷の愛」の伝統を受け継ぐものである。エドマンド・スペンサーの『アモレッティ』では、求婚は成就し、連作の最後は祝婚歌で終わる。
特筆しなければならないのは、多くのソネット連作は自叙伝風を装ってはいるものの、このジャンルは次第に様式化されたものとなり、その不自然さがウィットや独創性と戯れるその中に、ソネット連作は、エロティックなペルソナを作ることに移行していったということである。それゆえに、人によっては、その表現するものの他に、慣習と同じくらい人工的であるものを見ることもできるだろう。

## イタリアのソネット連作
- ダンテ・アリギエーリ『新生』（1293年頃。ベアトリーチェへのソネット25篇。注釈、他の歌も含む）
- ペトラルカのカンツォニエーレ（14世紀中頃。ラウラへのソネット227篇と、ラウラの死のソネット89篇。en:Il Canzoniere参照）

## イギリスのソネット連作
16世紀から17世紀初期にかけて、イングランドで多数のソネット連作が作られた。
- サー・フィリップ・シドニー『アストロフェルとステラ』（1591年出版。ペネローペ・リッチへのソネット108篇と歌11曲。イングランドで書かれた最初のソネット連作で、執筆は1580年から1584年の間。en:Astrophel and Stella参照）
- エドマンド・スペンサー『アモレッティ』（1594年出版。エリザベス・ボイルへのソネット88篇と祝婚歌。en:Amoretti (poem)参照）
- サミュエル・ダニエル『Delia』（1592年。ソネット50篇）
- マイケル・ドレイトン『Idea's Mirror』（1594年出版。フィービへのソネット64篇。1619年にソネット73篇の『Idea』として改訂）
- フルク・グレヴィル（en:Fulke Greville, 1st Baron Brooke『Caelica』（1633年。ソネット109篇）
- ウィリアム・シェイクスピア『ソネット集』（1609年出版。名前のないさまざまな男女へのソネット154篇）
- レディ・メアリー・ロース（en:Lady Mary Wroth）『Pamphilia to Amphilanthus]』（1621年。『The Countess of Montgomery's Urania』を含むソネット48篇。イギリス・ルネサンス期のソネット連作で女性によって書かれた唯一のもの）

## 後世のソネット連作
19世紀から20世紀にかけて、ソネット連作の人気が復活したが、テーマはさまざまである。
- エリザベス・バレット・ブラウニング『Sonnets from the Portuguese』（1850年出版。夫ロバート・ブラウニングへのソネット44篇。en:Sonnets from the Portuguese参照）
- ダンテ・ゲイブリエル・ロセッティ『The House of Life』（1870年、1881年。ソネット101篇）
- ジョージ・メレディス（en:George Meredith）『Modern Love』（1862年。十六行ソネット50篇。en:Modern Love (poetry collection)参照）
- H・P・ラヴクラフト『ヨゴス星より』（1930年。en:Fungi from Yuggoth参照）
- ジョン・ベリマン（en:John Berryman）『Sonnets to Chris』（1947年。出版は1967年）[1]
- ロバート・ローウェル（en:Robert Lowell）『Notebook』（1969年。1973年に『History』、『For Lizzie and Harriet』、『The Dolphin』という3冊の本に改訂・増補された）

## リンク
- Elizabethan sonnet sequences online
- The Elizabethan Sonnet in The Cambridge History of English and American Literature: Renascence and Reformation
- Sonnet Central